# Anastasie Moleko Moliwa
 (septembre 2022).
Si vous disposez d'ouvrages ou d'articles de référence ou si vous connaissez des sites web de qualité traitant du thème abordé ici, merci de compléter l'article en donnant les références utiles à sa vérifiabilité et en les liant à la section « Notes et références ».
Anastasie Moleko Moliwa, née le 27 mai 1954 à Yangambi, est une femme politique de la République démocratique du Congo.
Médecin de formation, elle a occupé successivement les postes de ministre des Affaires sociales et de la Famille, ministre du Travail et de la Prévoyance sociale sous Mzee Laurent Désiré Kabila, puis conseillère principale du président de la République en matières socio-culturelles et ministre de la Santé publique sous Joseph Kabila.
Élue députée nationale en 2006 puis réélue en 2011 dans la circonscription électorale de Basoko, Province Orientale.